# Porteresia coarctata
Porteresia coarctata är en gräsart som först beskrevs av William Roxburgh, och fick sitt nu gällande namn av Tsuguo Tateoka. Porteresia coarctata ingår i släktet Porteresia och familjen gräs. Inga underarter finns listade i Catalogue of Life.